# Lime Ridge (Pennsylvania)
Lime Ridge è un census-designated place (CDP) degli Stati Uniti d'America, situato nello stato della Pennsylvania, nella contea di Columbia.